# Okegawa, Saitama
Okegawa (桶川市 Okegawa-shi) là một thành phố thuộc tỉnh Saitama, Nhật Bản.